# Lista de senadores do Brasil da 50.ª legislatura
Esta é a lista de senadores do Brasil da 50.ª legislatura do Congresso Nacional. Inclui-se o nome civil dos parlamentares, o partido ao qual eram filiados na data da posse, sua unidade federativa de origem, bem como outras informações. Esta legislatura do Senado Federal durou de 1 de fevereiro de 1995 a 31 de janeiro de 1999.

## Composição das bancadas
| Partido | Líder                 | Bancada | Posição  |
| ------- | --------------------- | ------- | -------- |
| PMDB    | Romero Jucá           | 24 / 81 | Governo  |
| PFL     | Romeu Tuma            | 18 / 81 | Governo  |
| PSDB    | Teotônio Vilela Filho | 9 / 81  | Governo  |
| PPB     | Esperidião Amin       | 7 / 81  | Governo  |
| PTB     | Valmir Campelo        | 7 / 81  | Governo  |
| PT      | Lauro Campos          | 6 / 81  | Oposição |
| PDT     | Osmar Dias            | 4 / 81  | Oposição |
| PSB     | Ademir Andrade        | 3 / 81  | Oposição |
| PPS     | Roberto Freire        | 2 / 81  | Oposição |
| PSD     | Moreira Mendes        | 1 / 81  | Governo  |

## Mesa diretora
| Imagem | Cargo              | Nome                                                           | Partido | Estado              |
| ------ | ------------------ | -------------------------------------------------------------- | ------- | ------------------- |
|        | Presidente         | Antônio Carlos Magalhães (Antônio Carlos Peixoto de Magalhães) | PFL     | Bahia               |
|        | 1° vice-presidente | Geraldo Melo (Geraldo José da Câmara Ferreira de Melo)         | PSDB    | Rio Grande do Norte |
|        | 2° vice-presidente | Júnia Marise (Júnia Marise Azeredo Coutinho)                   | PDT     | Minas Gerais        |
|        | 1° secretário      | Ronaldo Cunha Lima (Ronaldo José da Cunha Lima)                | PMDB    | Paraíba             |
|        | 2° secretário      | Carlos Patrocínio (Carlos do Patrocínio Silveira)              | PFL     | Tocantins           |
|        | 3° secretário      | Flaviano Melo (Flaviano Flávio Baptista de Melo)               | PMDB    | Acre                |
|        | 4° secretário      | Lucídio Portella (Lucídio Portella Nunes)                      | PPB     | Piauí               |
|        | 1° suplente        | Emília Fernandes (Emília Teresinha Xavier Fernandes)           | PT      | Rio Grande do Sul   |
|        | 2° suplente        | Lúdio Coelho (Lúdio Martins Coelho)                            | PSDB    | Mato Grosso do Sul  |
|        | 3° suplente        | Joel de Hollanda (Joel de Hollanda Cordeiro)                   | PFL     | Pernambuco          |
|        | 4° suplente        | Marluce Pinto (Maria Marluce Moreira Pinto)                    | PMDB    | Roraima             |

## Senadores em exercício ao fim da legislatura
| Imagem              | Nome                                                                          | Partido | Início de mandato | Fim de mandato | Observações                                              |
| Acre                | Acre                                                                          | Acre    | Acre              | Acre           | Acre                                                     |
| ------------------- | ----------------------------------------------------------------------------- | ------- | ----------------- | -------------- | -------------------------------------------------------- |
|                     | Flaviano Melo (Flaviano Flávio Baptista de Melo)                              | PMDB    | 1991              | 1999           | [ 2 ]                                                    |
|                     | Marina Silva (Maria Osmarina Marina Silva Vaz de Lima)                        | PT      | 1995              | 2011           | [ 3 ]                                                    |
|                     | Nabor Júnior (Nabor Teles da Rocha Júnior)                                    | PMDB    | 1986              | 2003           | [ 4 ]                                                    |
| Alagoas             |                                                                               |         |                   |                |                                                          |
|                     | Guilherme Palmeira (Guilherme Gracindo Soares Palmeira)                       | PFL     | 1991              | 1999           | [ 5 ]                                                    |
|                     | Renan Calheiros (José Renan Vasconcelos Calheiros)                            | PMDB    | 1995              | 2019           | [ 6 ]                                                    |
|                     | Teotonio Vilela Filho (Teotonio Brandão Vilela Filho)                         | PSDB    | 1987              | 2006           | [ 7 ]                                                    |
| Amapá               |                                                                               |         |                   |                |                                                          |
|                     | Gilvam Borges (Gilvam Pinheiro Borges)                                        | PMDB    | 1995              | 2003           | [ 8 ]                                                    |
|                     | José Sarney (José Sarney de Araújo Costa)                                     | PMDB    | 1991              | 2015           | [ 9 ]                                                    |
|                     | Maria Benigna Jucá (Maria Benigna Oliveira do Nascimento Jucá)                | PSB     | 2003              | 2003           | Suplente de Sebastião Bala Rocha                         |
| Amazonas            |                                                                               |         |                   |                |                                                          |
|                     | Jefferson Peres (José Jefferson Carpinteiro Peres)                            | PDT     | 1995              | 2008           | [ 11 ]                                                   |
|                     | Bernardo Cabral (José Bernardo Cabral)                                        | PFL     | 1995              | 2003           | [ 12 ]                                                   |
|                     | Gilberto Miranda (Gilberto Miranda Batista)                                   | PFL     | 1992              | 1999           | Suplente de Amazonino Mendes                             |
| Bahia               |                                                                               |         |                   |                |                                                          |
|                     | Antônio Carlos Magalhães (Antônio Carlos Peixoto de Magalhães)                | PFL     |                   |                | [ 14 ]                                                   |
|                     | Josaphat Marinho (Josaphat Ramos Marinho)                                     | PFL     | 1991              | 1999           | [ 15 ]                                                   |
|                     | Waldeck Ornelas (Waldeck Vieira Ornelas)                                      | PFL     | 1995              | 2003           | [ 16 ]                                                   |
| Ceará               |                                                                               |         |                   |                |                                                          |
|                     | Luiz Girão (Luiz Prata Girão)                                                 | PSDB    | 2002              | 2003           | Suplente de Lúcio Alcântara                              |
|                     | Sérgio Machado (José Sérgio de Oliveira Machado)                              | PMDB    | 1995              | 2003           | [ 18 ]                                                   |
|                     | Beni Veras (Benedito Clayton Veras Alcântara)                                 | PSDB    | 1991              | 1999           | [ 19 ]                                                   |
| Distrito Federal    |                                                                               |         |                   |                |                                                          |
|                     | Lindberg Cury (Lindberg Aziz Cury)                                            | PFL     | 2001              | 2003           | Suplente de José Roberto Arruda                          |
|                     | Lauro Campos (Lauro Álvares da Silva Campos)                                  | PT      | 1995              | 2003           | [ 21 ]                                                   |
|                     | Valmir Campelo (Antônio Valmir Campelo Bezerra)                               | PTB     | 1991              | 1999           | [ 22 ]                                                   |
| Goiás               |                                                                               |         |                   |                |                                                          |
|                     | Iris Rezende (Iris Rezende Machado)                                           | PMDB    | 1995              | 2003           | [ 23 ]                                                   |
|                     | Mauro Miranda (Mauro Miranda Soares)                                          | PMDB    | 1995              | 2003           | [ 24 ]                                                   |
|                     | José Saad (José Saad)                                                         | PMDB    | 1998              | 1999           | Suplente empossado de Onofre Quinan, após a morte desse. |
| Espírito Santo      |                                                                               |         |                   |                |                                                          |
|                     | José Ignácio Ferreira (José Ignácio Ferreira)                                 | PSDB    | 2002              | 2003           | [ 26 ]                                                   |
|                     | Jonice Tristão (Jônice Siqueira Tristão)                                      | PFL     | 1999              | 1999           | Suplente de Élcio Álvares                                |
|                     | Gerson Camata (Gerson Camata)                                                 | PMDB    | 1995              | 2003           | [ 28 ]                                                   |
| Maranhão            |                                                                               |         |                   |                |                                                          |
|                     | Bello Parga (Luís Carlos Bello Parga)                                         | PFL     | 1998              | 2003           | Suplente de Alexandre Costa                              |
|                     | Edison Lobão                                                                  | PMDB    | 1995              | 2019           | [ 30 ]                                                   |
|                     | Epitácio Cafeteira                                                            | PPB     | 1991              | 1999           | [ 31 ]                                                   |
| Mato Grosso         |                                                                               |         |                   |                |                                                          |
|                     | Carlos Bezerra (Carlos Gomes Bezerra)                                         | PMDB    | 1995              | 2003           | [ 32 ]                                                   |
|                     | Jonas Pinheiro (Jonas Pinheiro da Silva)                                      | PFL     | 1991              | 2008           | [ 33 ]                                                   |
|                     | Júlio Campos (Júlio José de Campos)                                           | PFL     | 1991              | 1999           | [ 34 ]                                                   |
| Mato Grosso do Sul  |                                                                               |         |                   |                |                                                          |
|                     | Levy Dias                                                                     | PPB     | 1991              | 1999           | [ 35 ]                                                   |
|                     | Lúdio Coelho (Lúdio Martins Coelho)                                           | PSDB    | 1995              | 2003           | [ 36 ]                                                   |
|                     | Ramez Tebet                                                                   | PMDB    | 1995              | 2006           | [ 37 ]                                                   |
| Minas Gerais        |                                                                               |         |                   |                |                                                          |
|                     | Arlindo Porto (Arlindo Porto Neto)                                            | PTB     | 1995              | 2003           |                                                          |
|                     | Francelino Pereira (Francelino Pereira dos Santos)                            | PFL     | 1995              | 2003           |                                                          |
|                     | Júnia Marise (Júnia Marise Azeredo Coutinho)                                  | PDT     | 1991              | 1999           |                                                          |
| Pará                |                                                                               |         |                   |                |                                                          |
|                     | Ademir Andrade (Ademir Galvão Andrade)                                        | PSB     | 1995              | 2003           |                                                          |
|                     | Juvêncio Dias (Juvêncio Antônio Vergolino Dias)                               | PMDB    | 1998              | 1999           | Suplente de Coutinho Jorge                               |
|                     | Jader Barbalho (Jader Fontenelle Barbalho)                                    | PMDB    | 1995              | 2003           |                                                          |
| Paraíba             |                                                                               |         |                   |                |                                                          |
|                     | Ney Suassuna (Ney Robinson Suassuna)                                          | PMDB    | 1994              | 2007           | Suplente de Antônio Mariz                                |
|                     | Humberto Lucena (Humberto Coutinho de Lucena)                                 | PMDB    | 1995              | 2003           |                                                          |
|                     | Ronaldo Cunha Lima (Ronaldo José da Cunha Lima)                               | PMDB    | 1995              | 2003           |                                                          |
| Paraná              |                                                                               |         |                   |                |                                                          |
|                     | José Eduardo Andrade (José Eduardo de Andrade Vieira)                         | PTB     | 1991              | 1999           |                                                          |
|                     | Osmar Dias (Osmar Fernandes Dias)                                             | PDT     | 1995              | 2011           |                                                          |
|                     | Roberto Requião (Roberto Requião de Mello e Silva)                            | PMDB    | 1995              | 2003           |                                                          |
| Pernambuco          |                                                                               |         |                   |                |                                                          |
|                     | Carlos Wilson (Carlos Wilson Rocha de Queirós Campos)                         | PTB     | 1995              | 2003           |                                                          |
|                     | Joel de Hollanda (Joel de Hollanda Cordeiro)                                  | PFL     | 1995              | 1999           | Suplente de Marco Maciel                                 |
|                     | Roberto Freire (Roberto João Pereira Freire)                                  | PPS     | 1995              | 2003           |                                                          |
| Piauí               |                                                                               |         |                   |                |                                                          |
|                     | Benício Sampaio (Benício Parente de Sampaio)                                  | PPB     | 2001              | 2003           | Suplente de Hugo Napoleão                                |
|                     | Freitas Neto (Antonio de Almendra Freitas Neto)                               | PSDB    | 1995              | 2003           |                                                          |
|                     | Lucídio Portella (Lucídio Portella Nunes)                                     | PPB     | 1991              | 1999           |                                                          |
| Rio de Janeiro      |                                                                               |         |                   |                |                                                          |
|                     | Abdias do Nascimento                                                          | PDT     | 1997              | 1999           | Suplente de Darcy Ribeiro                                |
|                     | Artur da Távola (Paulo Alberto Artur da Tavola Moretzsonh Monteiro de Barros) | PSDB    | 1995              | 2003           |                                                          |
|                     | Geraldo Cândido (Geraldo Cândido da Silva)                                    | PT      | 1999              | 2003           | Suplente de Benedita da Silva                            |
| Rio Grande do Norte |                                                                               |         |                   |                |                                                          |
|                     | Geraldo Melo (Geraldo José da Câmara Ferreira de Melo)                        | PSDB    | 1995              | 2003           |                                                          |
|                     | José Agripino Maia                                                            | PFL     | 1995              | 2019           |                                                          |
|                     | Fernando Bezerra (Fernando Luiz Gonçalves Bezerra)                            | PTB     | 1995              | 1999           |                                                          |
| Rio Grande do Sul   |                                                                               |         |                   |                |                                                          |
|                     | José Fogaça (José Alberto Fogaça de Medeiros)                                 | PPS     | 1995              | 2003           |                                                          |
|                     | Pedro Simon (Pedro Jorge Simon)                                               | PMDB    | 1991              | 2015           |                                                          |
|                     | Emília Fernandes (Emília Teresinha Xavier Fernandes)                          | PT      | 1995              | 2003           |                                                          |
| Rondônia            |                                                                               |         |                   |                |                                                          |
|                     | Odacir Soares (Odacir Soares Rodrigues)                                       | PTB     | 1991              | 1999           |                                                          |
|                     | Moreira Mendes (Rubens Moreira Mendes Filho)                                  | PSD     | 1999              | 2003           | Suplente de José Bianco                                  |
|                     | Ernandes Amorim (Ernandes Santos Amorim)                                      | PPB     | 1995              | 2003           |                                                          |
| Roraima             |                                                                               |         |                   |                |                                                          |
|                     | João França (João França Alves)                                               | PPB     | 1991              | 1999           | Suplente de Hélio Campos                                 |
|                     | Marluce Pinto (Maria Marluce Moreira Pinto)                                   | PMDB    | 1995              | 2003           |                                                          |
|                     | Romero Jucá (Romero Jucá Filho)                                               | PMDB    | 1995              | 2019           |                                                          |
| Santa Catarina      |                                                                               |         |                   |                |                                                          |
|                     | Casildo Maldaner (Casildo João Maldaner)                                      | PMDB    | 1995              | 2003           |                                                          |
|                     | Geraldo Althoff (Geraldo Cesar Althoff)                                       | PFL     | 1998              | 2003           |                                                          |
|                     | Esperidião Amin (Esperidião Amin Helou Filho)                                 | PPB     | 1991              | 1999           |                                                          |
| São Paulo           |                                                                               |         |                   |                |                                                          |
|                     | Eduardo Suplicy (Eduardo Matarazzo Suplicy)                                   | PT      | 1991              | 2015           |                                                          |
|                     | José Serra                                                                    | PSDB    | 1995              | 2003           |                                                          |
|                     | Romeu Tuma                                                                    | PFL     | 1995              | 2010           |                                                          |
| Sergipe             |                                                                               |         |                   |                |                                                          |
|                     | Antônio Carlos Valadares                                                      | PSB     | 1995              | 2003           |                                                          |
|                     | José Alves (José Alves do Nascimento)                                         | PFL     | 1995              | 1999           | Suplente de Albano Franco                                |
|                     | José Eduardo Dutra (José Eduardo de Barros Dutra)                             | PT      | 1995              | 2003           |                                                          |
| Tocantins           |                                                                               |         |                   |                |                                                          |
|                     | Carlos Patrocínio (Carlos do Patrocínio Silveira)                             | PTB     | 1996              | 2003           |                                                          |
|                     | João Rocha (João da Rocha Ribeiro Dias)                                       | PFL     | 1991              | 1999           |                                                          |
|                     | Leomar Quintanilha (Leomar de Melo Quintanilha)                               | PMDB    | 1995              | 2011           |                                                          |

## Senadores licenciados e fora de exercício

### Mortes
|  | Senador                                     | Partido | Estado         | Exercício |
|  | ------------------------------------------- | ------- | -------------- | --------- |
|  | Alexandre Costa (Alexandre Alves Costa)     | PFL     | Maranhão       | 1995—1999 |
|  | Darcy Ribeiro                               | PDT     | Rio de Janeiro | 1991—1997 |
|  | Hélio Campos (Hélio da Costa Campos)        | PDS     | Roraima        | 1991      |
|  | Onofre Quinan                               | PMDB    | Goiás          | 1991—1998 |
|  | Vilson Kleinübing (Vilson Pedro Kleinübing) | PFL     | Santa Catarina | 1995—1998 |

### Outros
|  | Senador                                                        | Partido | Estado           | Motivo                                                       | Exercício |
|  | -------------------------------------------------------------- | ------- | ---------------- | ------------------------------------------------------------ | --------- |
|  | Albano Franco (Albano do Prado Pimentel Franco)                | PSDB    | Sergipe          |                                                              | 1991—1994 |
|  | Amazonino Mendes (Amazonino Armando Mendes)                    | PDC     | Amazonas         |                                                              | 1991—1992 |
|  | Antônio Carlos Magalhães (Antonio Carlos Peixoto de Magalhães) | PFL     | Bahia            |                                                              | 1995—2001 |
|  | Antônio Mariz (Antônio Marques da Silva Mariz)                 | PMDB    | Paraíba          |                                                              | 1991—1994 |
|  | Benedita da Silva (Benedita Sousa da Silva Sampaio)            | PT      | Rio de Janeiro   | Eleita vice-governadora do Rio de Janeiro.                   | 1995—1998 |
|  | Coutinho Jorge (Fernando Coutinho Jorge)                       | PSDB    | Pará             | Assumiu uma cadeira no Tribunal de Contas do Estado do Pará. | 1991—1998 |
|  | Élcio Álvares                                                  | PFL     | Espírito Santo   | Nomeado Ministro de Estado Extraordinário da Defesa.         | 1991—1998 |
|  | Hugo Napoleão (Hugo Napoleão do Rego Neto)                     | PSD     | Piauí            |                                                              | 1987—2001 |
|  | José Bianco (José de Abreu Bianco)                             | PFL     | Rondônia         | Eleito governador de Rondônia.                               | 1995—1998 |
|  | José Roberto Arruda                                            | PFL     | Distrito Federal |                                                              | 1995—2001 |
|  | Lúcio Alcântara (Lúcio Gonçalo de Alcântara)                   | PSDB    | Ceará            | Eleito governador do Ceará.                                  | 1995—2002 |
|  | Marco Maciel (Marco Antônio de Oliveira Maciel)                | DEM     | Pernambuco       |                                                              | 1983—1994 |
|  | Sebastião Bala Rocha (Sebastião Bala Ferreira da Rocha)        | PDT     | Amapá            | Nomeado Secretário da Saúde do Estado do Amapá.              | 1995—2002 |

## Suplentes que assumiram durante a legislatura
|  | Nome                                                        | Partido | Estado            | Titular                 | Período(s) exercido(s) | Obs.              |
|  | ----------------------------------------------------------- | ------- | ----------------- | ----------------------- | ---------------------- | ----------------- |
|  | Albino Boaventura (Albino Gonçalves Boaventura)             | PMDB    | Goiás             | Mauro Miranda           | 1997; 2000             |                   |
|  | Alcides Falcão (Alcides Muniz Falcão)                       | PMDB    | Alagoas           | Guilherme Palmeira      | 1998                   |                   |
|  | Blairo Maggi (Blairo Borges Maggi)                          | PPB     | Mato Grosso       | Jonas Pinheiro          | 2001                   |                   |
|  | Clodoaldo Torres (Clodoaldo da Silva Torres Filho)          | PTB     | Pernambuco        | Carlos Wilson           | 2000                   |                   |
|  | Djalma Bessa (Djalma Alves Bessa)                           | PFL     | Bahia             | Waldeck Ornelas         | 1998—2001              |                   |
|  | Djalma Falcão (Djalma Marinho Muniz Falcão)                 | PMDB    | Alagoas           | Renan Calheiros         | 1998—1999              |                   |
|  | Edir Domeneghini (Edir Pedro Domeneghini)                   | PTB     | Rio Grande do Sul | Emília Fernandes        | 2003                   |                   |
|  | Elói Portella (Eloi Portella Nunes Sobrinho)                | PPB     | Piauí             | Freitas Neto            | 1998                   |                   |
|  | Fernando Matusalém (Matusalém Gonçalves Fernandes)          | PPB     | Rondônia          | Ernandes Amorim         | 2000; 2001—2002        |                   |
|  | Francisco Benjamim (Francisco Benjamin Fonseca de Carvalho) | PFL     | Bahia             | Josaphat Marinho        | 1999                   |                   |
|  | Geraldo Lessa (Geraldo Lessa Santos)                        | PSDB    | Alagoas           | Teotônio Vilela Filho   | 2000                   |                   |
|  | Henrique Loyola (José Henrique Carneiro de Loyola)          | PMDB    | Santa Catarina    | Casildo Maldaner        | 1996; 2000             |                   |
|  | José Bonifácio (José Bonifácio Gomes de Souza)              | PPB     | Tocantins         | Leomar Quintanilha      | 1996                   |                   |
|  | Júlio Eduardo (Júlio Eduardo Gomes Pereira)                 | PV      | Acre              | Marina Silva            | 2000—2001; 2003        |                   |
|  | Leonel Paiva (Ildeu Leonel Oliveira de Paiva)               | PFL     | Distrito Federal  | Valmir Campelo          | 1997                   |                   |
|  | Luís Alberto de Oliveira (Luís Alberto Martins de Oliveira) | PTB     | Paraná            | José Eduardo            | 1995—1996              |                   |
|  | Luzia Toledo (Luzia Alves Toledo)                           | PSDB    | Espírito Santo    | José Ignácio Ferreira   | 1999—2000              | Segunda suplente. |
|  | Meira Lins (Marcos de Meira Lins)                           | PPB     | Pernambuco        | Carlos Wilson           | 2003                   | Segundo suplente. |
|  | Nilo Teixeira Campos                                        | PSDB    | Rio de Janeiro    | Artur da Távola         | 2001                   |                   |
|  | Nivaldo Krüger (Nivaldo Passos Krüger)                      | PMDB    | Paraná            | Roberto Requião         | 2002—2003              |                   |
|  | Paulo Guerra (Paulo Fernando Batista Guerra)                | PMDB    | Amapá             | José Sarney             | 1998—1999              |                   |
|  | Adir Gentil (Adir Cardoso Gentil)                           | PFL     | Santa Catarina    | Vilson Pedro Kleinübing | 2003                   |                   |
|  | Fracisco Sartori (Francisco Luiz Satori)                    | PSDB    | Rondônia          | Hélio Campos            | 2002-2003              |                   |
|  | Fernando Ribeiro (Fernando de Castro Ribeiro)               | PMDB    | Pará              | Jader Barbalho          | 2001-2003              |                   |
|  | Francisco Escórcio (Francisco Luiz Escórcio Lima)           | PFL     | Maranhão          | Alexandre Costa         | 1998                   |                   |